# Microgramma mortoniana
Microgramma mortoniana là một loài thực vật có mạch trong họ Polypodiaceae. Loài này được de la Sota miêu tả khoa học đầu tiên năm 1973.